# Gråbo
För andra betydelser, se Gråbo (olika betydelser).
Gråbo (Artemisia vulgaris) är en växtart i släktet malörter och familjen korgblommiga växter. Den beskrevs först av Carl von Linné i Species plantarum 1753.
Gråbo är en högväxt ört som förekommer över så gott som hela norra halvklotet. Den är vanlig på kväverika skräp- och ruderatmarker störda av människan, som gårdsplaner, vägrenar och byggtomter. Arten har medicinala och aromatiska kvaliteter, och har bland annat använts som malariamedicin och som ingrediens i absint. Allergi mot gråbopollen är inte ovanligt.

## Beskrivning
Gråbo är en högväxt, flerårig ört, 1 till 2 meter hög, som ofta bildar täta, greniga bestånd från en starkt förgrenad jordstam. Den har kantiga och styvt upprätta, rödbruna eller gråvita stjälkar, ofta rikt förgrenade. Bladen är dubbelt parflikiga, med lansettliknande småflikar. Bladets ovansida är mörkgrön och kal, medan undersidan är gråvit och finluden. Även korgarna, som är små och samlade i rika vippor i stjälkarnas topp, är något gråludna. Själva blommorna är mycket små och oansenliga, av brungul eller rödbrun färg. Kantblommorna, som är honliga, är rörformiga, medan diskblommorna är tvåkönade och trattlika. Gråbon blommar i juli–augusti.
På grund av blomkorgarnas oansenliga färg får denna art, liksom andra artemisier, mycket få eller inga besök av nektar- och pollensökande insekter, utan är anemofil eller vindblommig: ståndarmjölet sprids av vinden. Den producerar därför rikligt med pollen, och eftersom den dessutom sprider pollen långt efter att pollensäsongen är slut för de andra växterna utgör den ett betydande problem för pollenallergiker.
Ett enda stånd av gråbo kan producera upp till 700 000 frön per säsong.

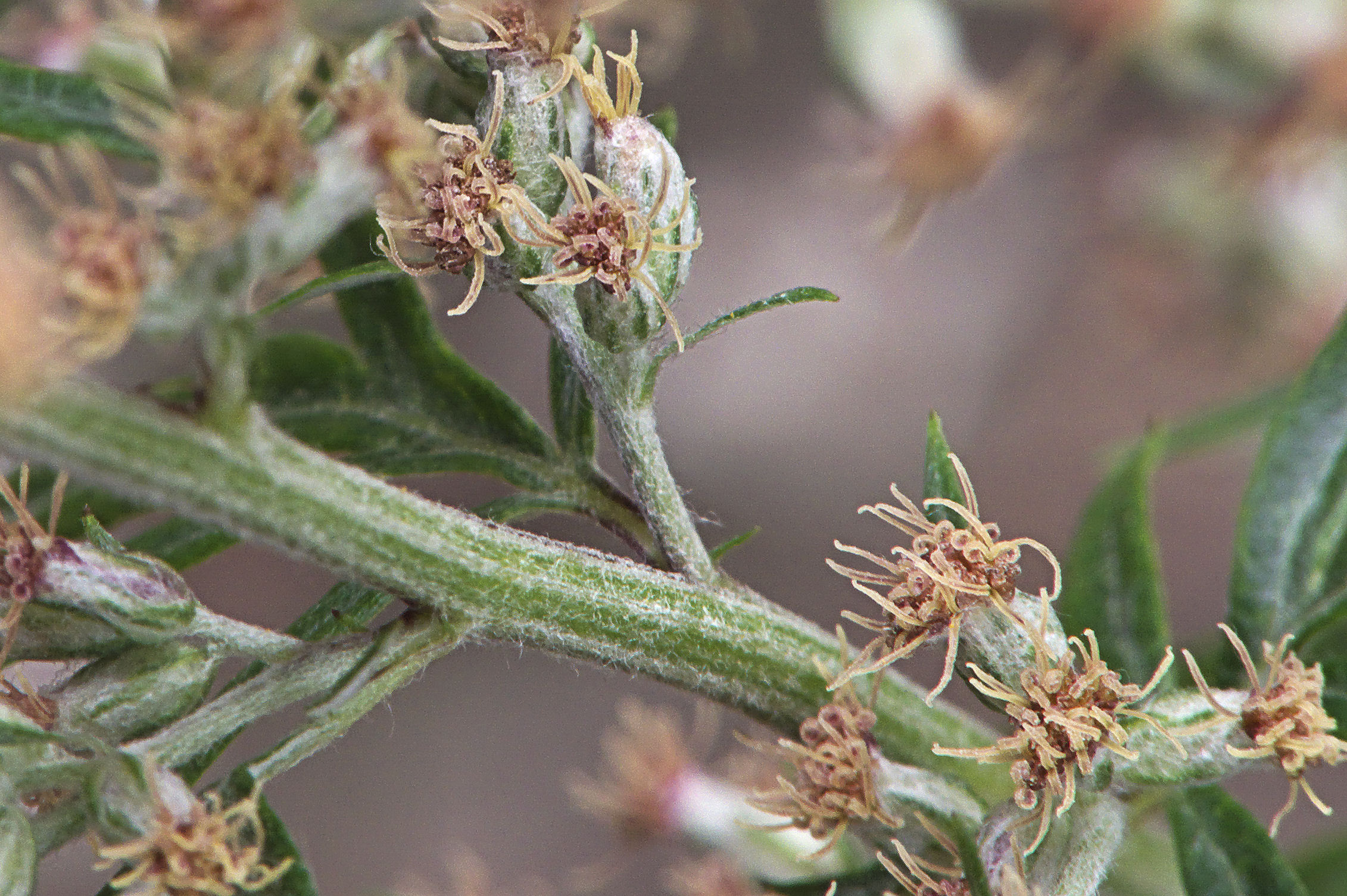
blommor
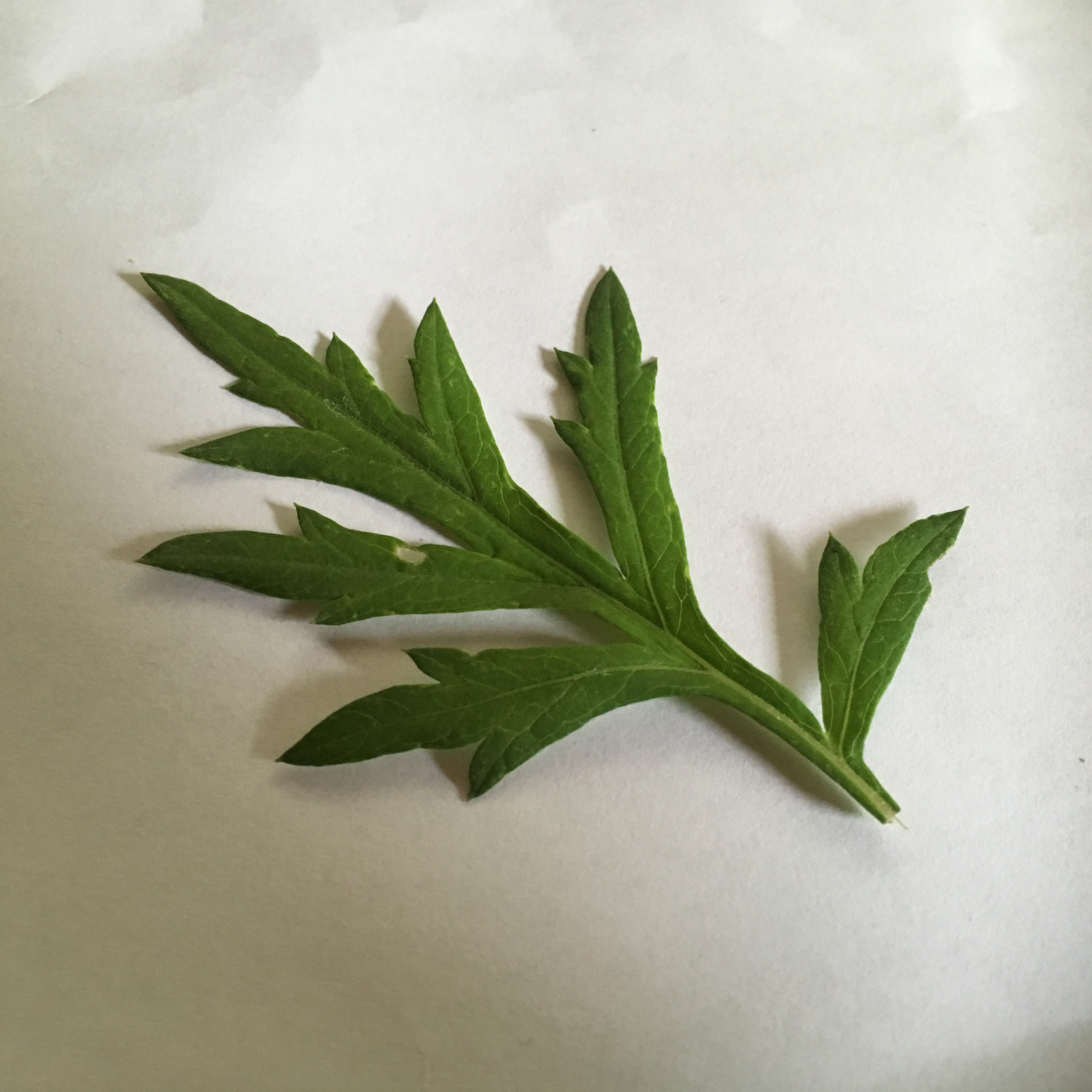
blad, ovansida
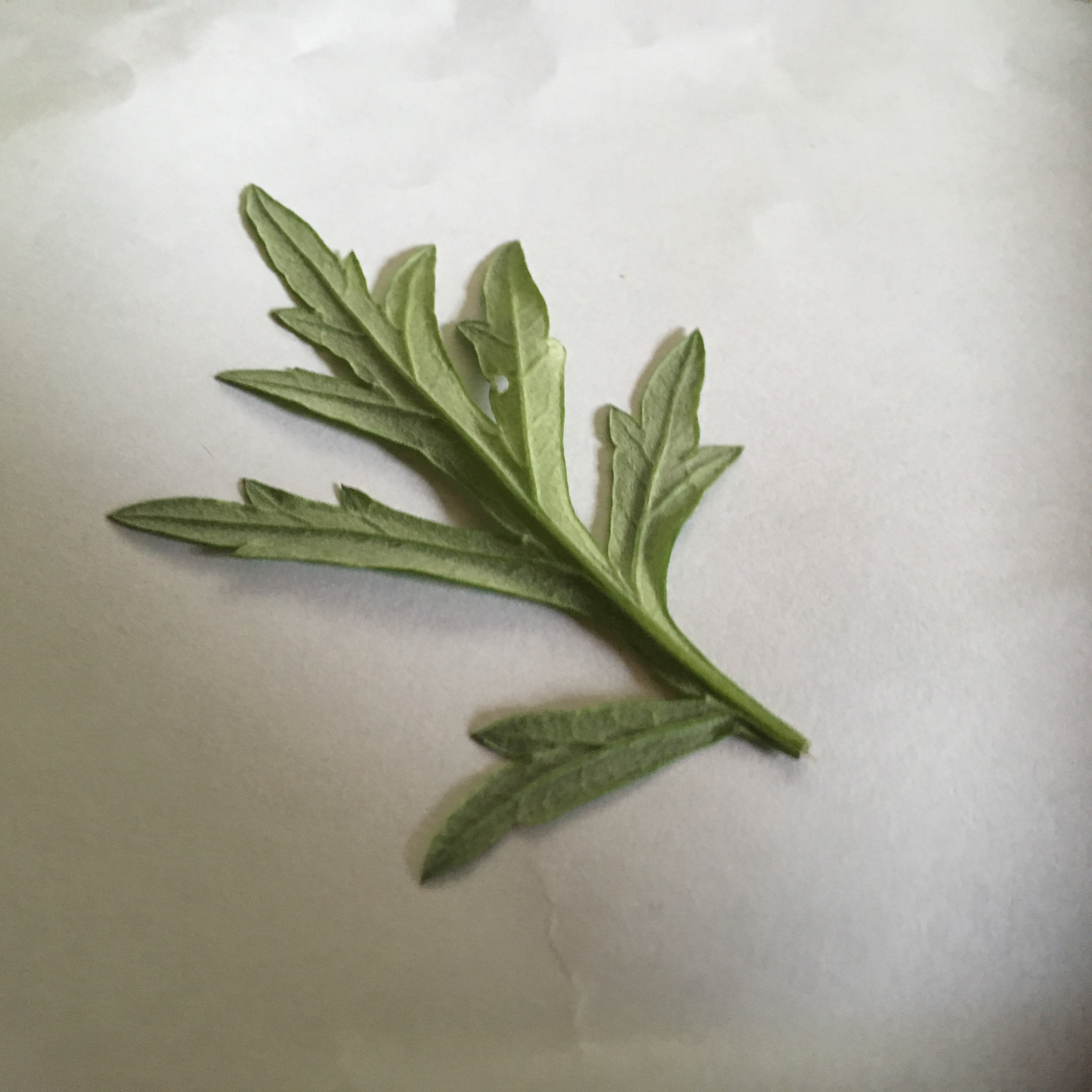
blad, undersida

## Utbredning
Växten finns utbredd över större delen av norra halvklotet. Den är inhemsk i Europa, där den bara saknas på Färöarna, i nordligaste Skandinavien, norra Ryssland och södra Grekland, samt i Nordafrika från Tunisien österut och i Asien från Kaukasus och Turkiet till östra Kina. Den har introducerats även i Nordamerika och i Stilla havets övärld.
I Sverige är den allmän över hela landet upp till södra Norrbotten, i Norge främst på Östlandet, men även längs kusten från Halden till Tromsö, och i Finland från Åland till mellersta Österbotten och Karelen. Norr om dessa områden återfinns den endast lokalt, utom vid Bottenvikens kust, där den är allmän.

## Habitat
Gråbo är i Skandinavien en av de vanligaste växterna på kväverik mark vid gårdar, på förfallna och skräpiga odlingar, byggnadstomter, lastningsplatser, vägkanter, järnvägar, soptippar och liknande platser, i floran även kallade ruderatmark. På dessa platser ingår den ofta i en högörtsvegetation tillsammans med arter som kardborre, svinmålla, hundkäx och andra näringskrävande arter.
Gråbo betraktas som ett ogräs när den uppträder i åkermark, och innan man började djupplöja åkrarna på 1800-talet var den ett svårt sådant. Numera förekommer den knappt längre på åkrar i Sverige.
På havsstränder förekommer varieteten strandgråbo, A. vulgaris var. coarctata, speciellt runt båthus och fiskelägen, på fågelgödslade skär och vid tångvallar. Denna varietet är hårig även på ovansidan av bladen.

## Användning
Hela växten, både jordstam och örtstånd, har medicinska egenskaper såsom aromatisk och svagt besk. Den har sedan länge använts som medicinalväxt, framför allt vid aborter och förlossningar, och sägs även lindra epilepsi samt motverka inälvsmask och aptitlöshet. I Sverige har den använts inom folkmedicinen som medel mot malariasymptom, och malariamedicin har utvecklats ur den nära släktingen sommarmalört. Den har även använts mot reumatiska besvär.
Örten sägs ge mer livfulla drömmar och vara ett hjälpmedel till att få en lucid dröm. Den har använts som matkrydda och som ingrediens vid tillverkning av absint. Johan Fischerström uppger i Utkast til Beskrifning om Mälaren (1785) att kräftor bör kokas i gråbo samt större fåglar fyllas med denna ört innan de steks.

## Namn
Sitt svenska namn har gråbo fått av de undertill vitgrå bladen. Namnet användes redan under medeltiden. Släktet Artemisia har fått sitt namn efter Artemis, som bland annat var barnbördens gudinna i den grekiska mytologin, på grund av att många arter inom detta släkte i folkmedicinen har använts för behandling av kvinnosjukdomar. Artepitetet vulgaris betyder 'vanlig'.

### Svenska trivialnamn
- bifot[3]
- binke (Hälsingland)[3]
- bu (Dalarna)[3]
- bugräs (Dalarna)[3]
- buris (Dalarna)[2][3]
- bynkastabba(r) (Skåne)[3][7]
- bynke[3]
- böna (Bohuslän)[3]
- bönrot (Västergötland)[2][3]
- gråbonk (Hälsingland)[3]
- gråböna (Halland och Småland)[2][3]
- gråbynke[2]
- åkerbu (Dalarna)[3]

## Allergi

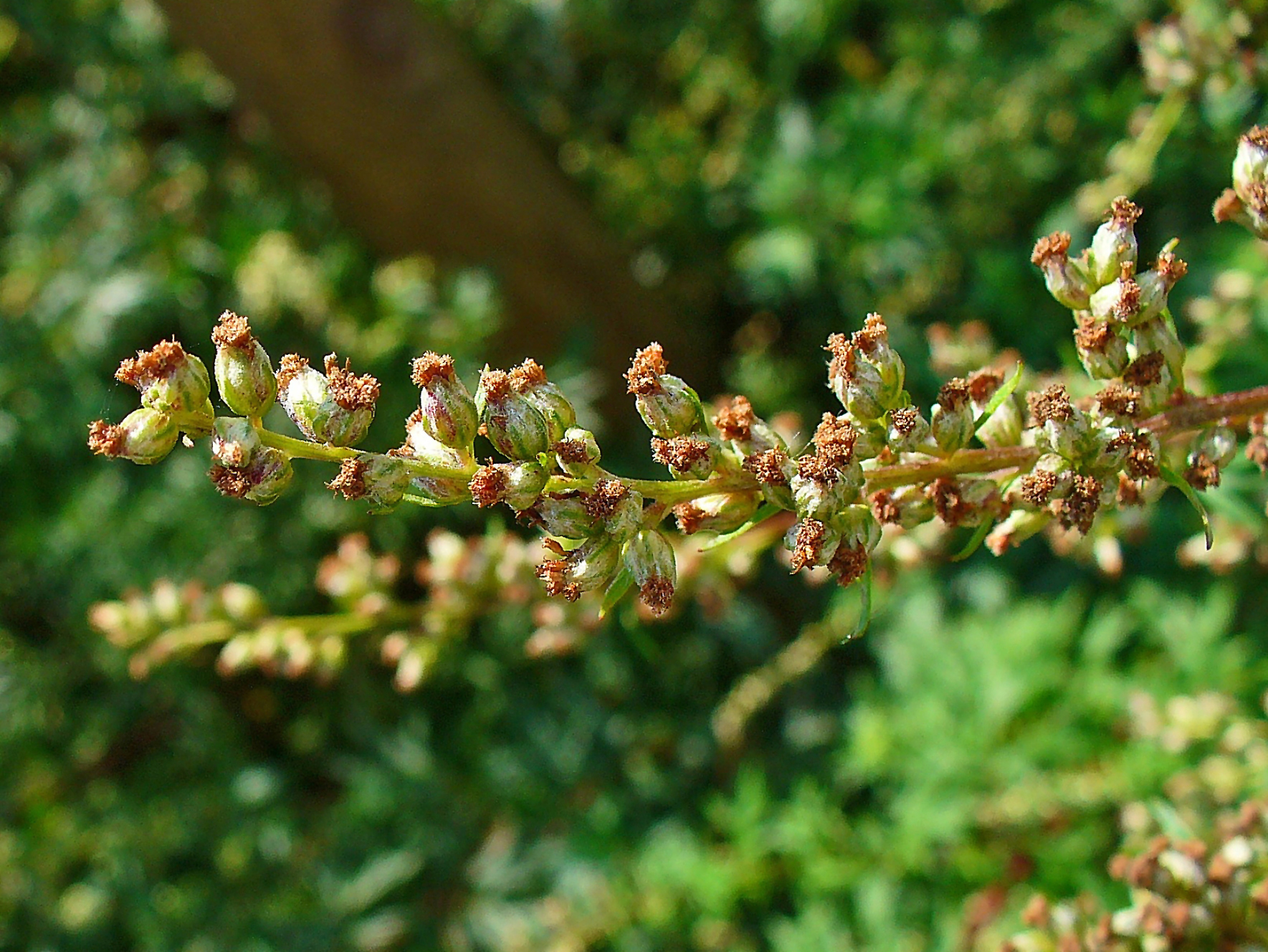
Blommande gråbo.

Gråbopollen finns i luften från juli till början av september. Allergi mot gråbopollen är inte ovanligt i Sverige men förekommer i lägre frekvens än björk- och gräspollenallergi. På grund av korsallergi kan gråboallergiker reagera mot andra växter i familjen såsom malört, maskros och prästkrage.
Korsreaktioner ligger bakom att patienter med gråboallergi kan ha matallergi mot framförallt en del flockblomstriga växter, Apiaceae. Relativt vanligt är besvär av selleri, libbsticka, persilja, koriander, morot, vitlök, curry, paprika, chili, kamomill och brödkryddor som anis, fänkål och kummin. I Central- och Östeuropa, där gråboallergi är vanligare än i Sverige, är sådan födoämnesallergi också vanligare. Selleriallergi kan ibland ge svåra allergiska symtom, inklusive anafylaxi. Den gråboallergiske patienten med överkänslighet mot selleri tål i regel varken färsk eller kokt selleri, till skillnad från björkpollenallergikern som i regel tål kokt selleri.

## Referenser

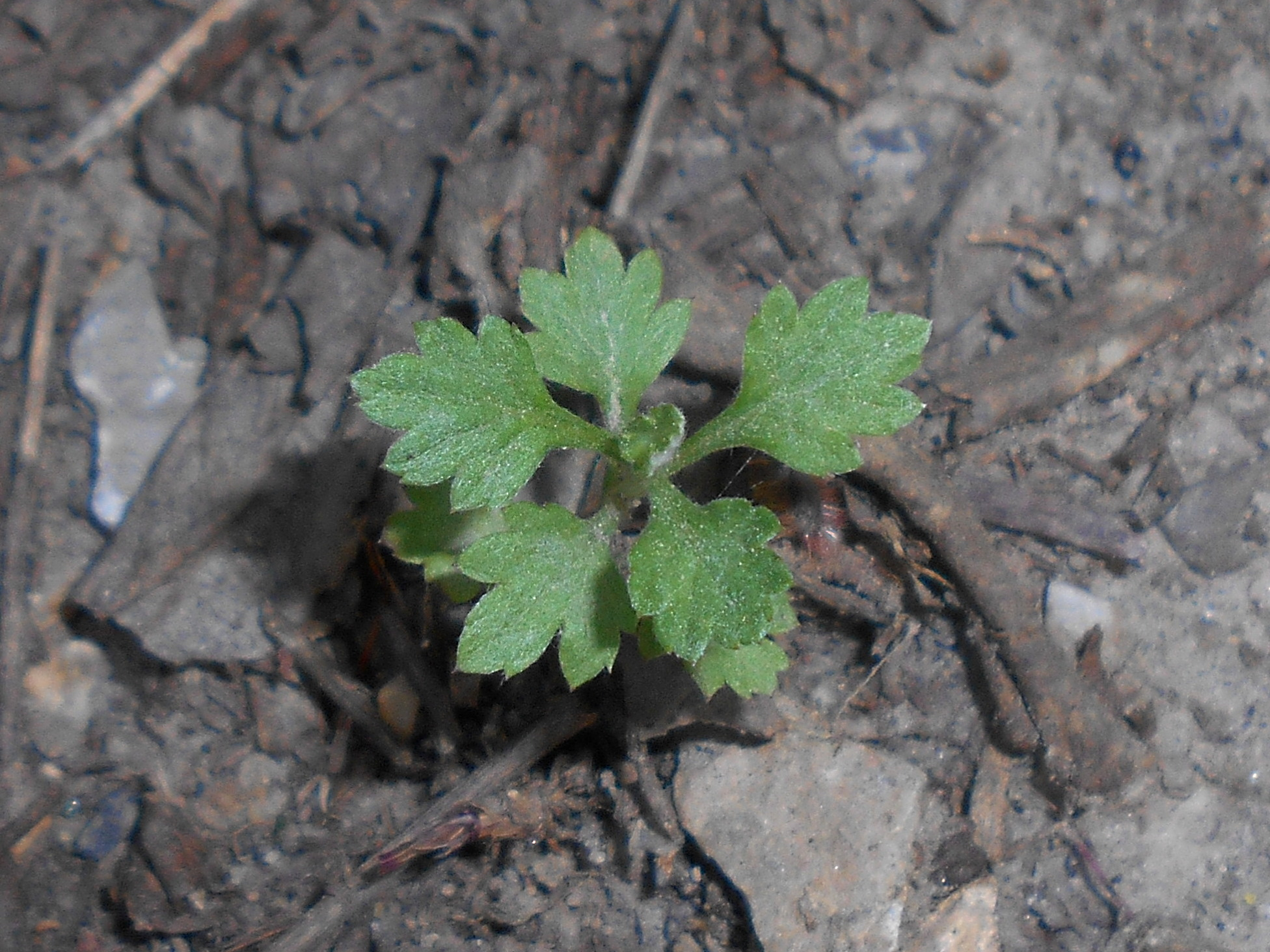
Fröplanta av gråbo.